# Световно първенство по шахмат 1886
Световното първенство по шахмат през 1886 г. е първото подред и се провежда в Ню Йорк, Сейнт Луис и Ню Орлиънс между Вилхелм Щайниц и Йохан Цукерторт от 11 януари до 29 февруари 1886 г.
Щайниц побеждава и става първият световен шампион по шахмат. 
По това време Щайниц е считан за най-добрия шахматист в света, а Цукерторт за втория най-силен. 

## Резултати
По регламент победител е играчът, първи постигнал десет победи. При резултат 9-9 никой от двамата не получава титлата „световен шампион по шахмат“. 
| Player          | 1 | 2 | 3 | 4 | 5 | 6 | 7 | 8 | 9 | 10 | 11 | 12 | 13 | 14 | 15 | 16 | 17 | 18 | 19 | 20 | Wins |
| --------------- | - | - | - | - | - | - | - | - | - | -- | -- | -- | -- | -- | -- | -- | -- | -- | -- | -- | ---- |
| Йохан Цукерторт | 0 | 1 | 1 | 1 | 1 | 0 | 0 | = | 0 | =  | 0  | 0  | 1  | =  | =  | 0  | =  | 0  | 0  | 0  | 5    |
| Вилхелм Щайниц  | 1 | 0 | 0 | 0 | 0 | 1 | 1 | = | 1 | =  | 1  | 1  | 0  | =  | =  | 1  | =  | 1  | 1  | 1  | 10   |

Въпреки че Цукерторт повежда с 4:1 победи след пет партии, Щайниц успява да обърне хода на мача и печели след 20 партии с 10 победи, пет ремита и пет загуби. 